# Octoblepharum pulvinatum
Octoblepharum pulvinatum là một loài rêu trong họ Octoblepharaceae. Loài này được (Dozy & Molk.) Mitt. mô tả khoa học đầu tiên năm 1869.